# عسلين
عسلين، قرية فلسطينية مهجرة، تقع على مسافة نحو 28 كم غرب مدينة القدس. هُجرت القرية على يدّ القوات العسكرية الصهيونية في تاريخ 18 تموز من عام 1948، ثُمّ أقاموا على أراضيها فيما بعد مستعمرة «إشتاؤول».

## موقع القرية
على بعد نحو كيلومتر واحد غرب طريق بيت جبرين– باب الواد المؤدية إلى القدس ويافا. كما تربطها طرق ممهدة بقرى إشوع، عرتوف، بيت محسير، صرعة وبيت سوسين.
نشأت عسلين منذ عهد الكنعانيين في رقعة متموّجة من سفوح جبال القدس الغربية، تنحدر في اتجاه جنوب وادي اشوع، وترتفع نحو 300 م عن سطح البحر. والأرض في الشمال الشرقي من القرية ترتفع 380م عن سطح البحر، حيث توجد خربة دير أبو قابوس المتاحة لها.

## التاريخ

### الدولة العثمانية
ظهرت عسلين في سجلات الضرائب العثمانية في عام 1596 كجزء من ناحية الرملة التابعة لسنجق يافا. كان يسكنها 77 فرد في 14 أسرة مسلمة، كان أهلها يدفعون ضريبة بنسبة 25٪ على المنتجات الزراعية مثل القمح والشعير والماعز وخلايا النحل بإجمالي 4700 آقجة.
في السبعينيات من القرن التاسع عشر كانت القرية مهجورة، ربما سكنت مرة أخرى في بداية القرن التالي.

### الانتداب البريطاني
بلغ عدد سكان عسلين 132 نسمة مسلمون في تعداد فلسطين 1922 الذي أجرته السلطات البريطانية، وارتفع العدد إلى 186 نسمة في 40 منزل في تعداد عام 1931.
بلغ عدد سكانها 260 نسمة كلهم مسلمون في تعداد فلسطين الانتدابية 1945، وكانت مساحتها 2,159 دونم خُصص منها 104 دونم للمزارع و830 دونم للحبوب و20 دونمًا مباني أهل القرية.

### حرب 1948
المعلومة الوحيدة المتوفرة عن عسلين هي أنّها وقعت في قبضة الجيش الإسرائيلي أثناء هجوم محدّد كان جزءًا من «عملية داني». يذكر المؤرخ الإسرائيلي بيني موريس أنّ القوات الإسرائيلية قصفت عسلين ومجموعة من القرى الأخرى بمدافع الهاون، وسيطرت عليها في 17-18 تموز\ يوليو.

### ما بعد الحرب
وصف وليد الخالدي الموقع في عام 1992: يظهر في موقع القرية حيطان متداعية جزئيًا، ومصاطب حجرية. نبت على ركام الحجارة أجمة كثيفة، غابة وأعشاب. كما نبت في الطرف الغربي للموقع كثير من الكينا والتنوب في الجنوب. بدوره أنشأ الصندوق القومي اليهودي (وهو الذراع المختصة باستملاك الأراضي وإدارتها في المنطقة الصهيونية العالمية)، مشتلًا في الطرف الجنوبي للقرية. كما يضم الموقع مرآبا لتصليح الباصات، تملكه شركة النقل العام الإسرائيلي.
تقع مستعمرة «إشتاؤول» التي أسست في سنة 1949، على أراضٍ تابعة لعسلين ولقرية إشوع المجاورة.

## معرض صور

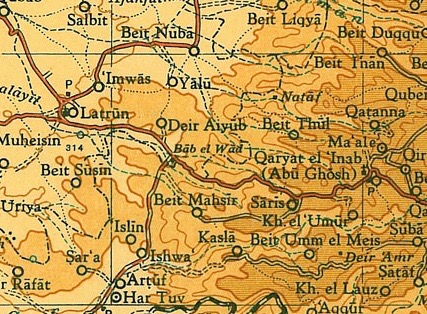
خريطة عسلين في عام 1945 بمقياس 1:250,000
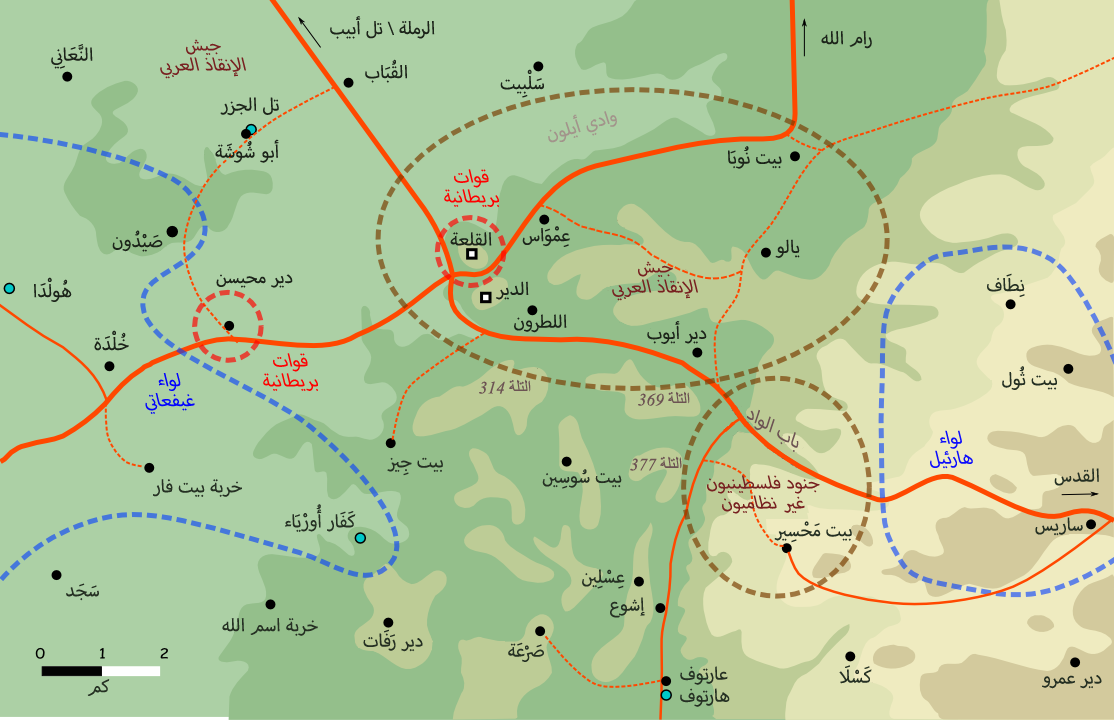
خريطة عسلين في 10 مايو 1948
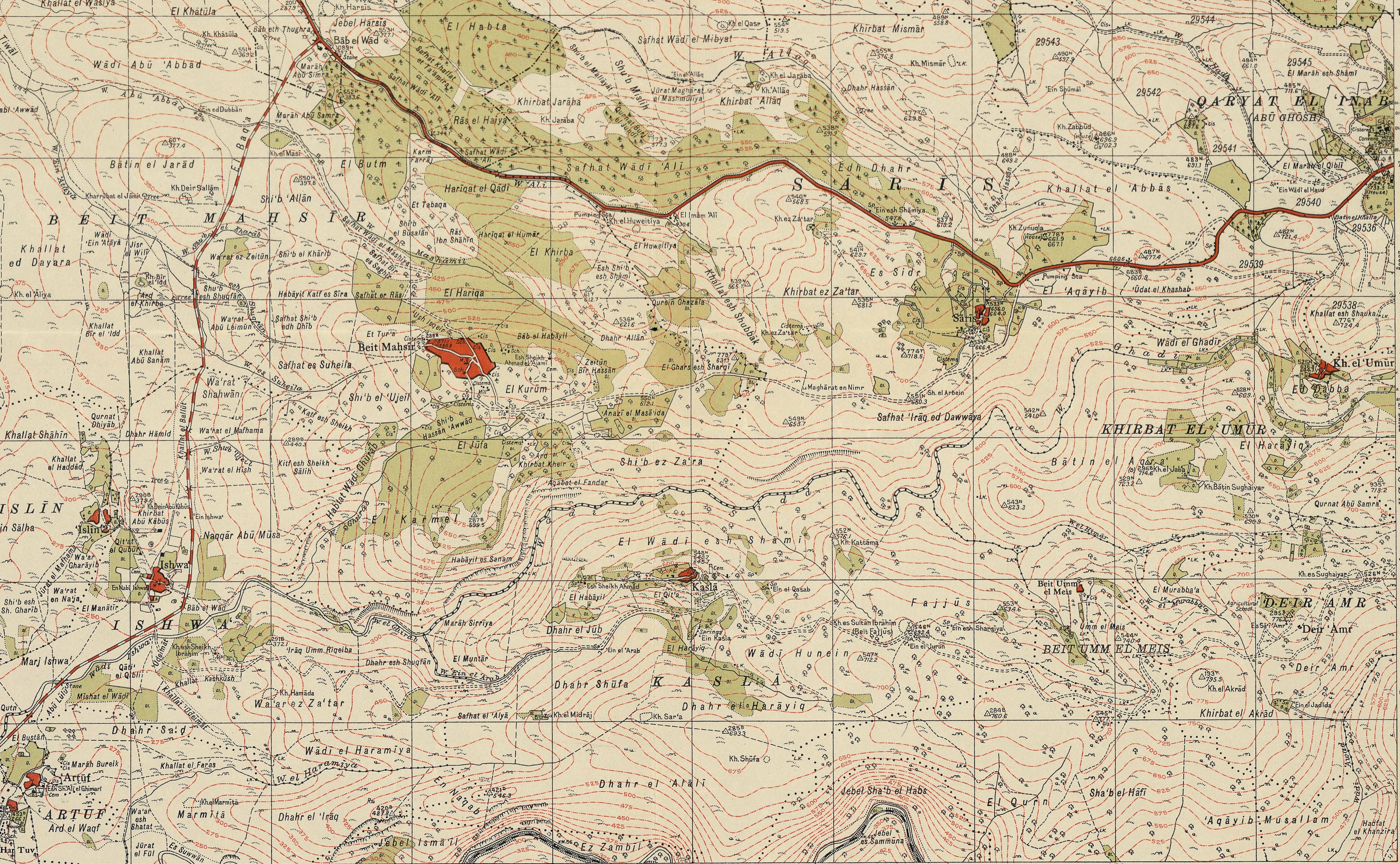
خريطة عسلين في عام 1943 بمقياس رسم 1:20,000

## ثبت المراجع
- Barron, J.B.، المحرر (1923). Palestine: Report and General Abstracts of the Census of 1922. Government of Palestine.
- Conder، C.R.؛ Kitchener، H.H. (1883). The Survey of Western Palestine: Memoirs of the Topography, Orography, Hydrography, and Archaeology. London: صندوق استكشاف فلسطين. ج. 3.
- Government of Palestine, Department of Statistics (1945). Village Statistics, April, 1945. مؤرشف من الأصل في 2024-02-03.
- Hadawi، S. (1970). Village Statistics of 1945: A Classification of Land and Area ownership in Palestine. Palestine Liberation Organization Research Center. مؤرشف من الأصل في 2024-04-28.
- Hütteroth، Wolf-Dieter؛ Abdulfattah، Kamal (1977). Historical Geography of Palestine, Transjordan and Southern Syria in the Late 16th Century. Erlanger Geographische Arbeiten, Sonderband 5. Erlangen, Germany: Vorstand der Fränkischen Geographischen Gesellschaft. ISBN:3-920405-41-2. مؤرشف من الأصل في 2023-12-23.
- Khalidi، W. (1992). All That Remains: The Palestinian Villages Occupied and Depopulated by Israel in 1948. واشنطن العاصمة: مؤسسة الدراسات الفلسطينية. ISBN:0-88728-224-5. مؤرشف من الأصل في 2023-03-20.
- Mills, E.، المحرر (1932). Census of Palestine 1931. Population of Villages, Towns and Administrative Areas. Jerusalem: Government of Palestine.
- Morris، B. (2004). The Birth of the Palestinian Refugee Problem Revisited. Cambridge University Press. ISBN:978-0-521-00967-6. مؤرشف من الأصل في 2024-04-11.
- Palmer، E.H. (1881). The Survey of Western Palestine: Arabic and English Name Lists Collected During the Survey by Lieutenants Conder and Kitchener, R. E. Transliterated and Explained by E.H. Palmer. صندوق استكشاف فلسطين.

## روابط خارجية
- Welcome To 'Islin[وصلة مكسورة]
- 'Islin في ذاكرات
- مسح غرب فلسطين، الخريطة 17: IAA, Wikimedia commons
- 'Islin في مركز خليل السكاكيني الثقافي